# Сельское поселение «Деревня Барсуки»
Се́льское поселе́ние «Деревня Барсуки» — муниципальное образование в Дзержинском районе Калужской области Российской Федерации.
Административный центр — деревня Барсуки.

## История
Статус и границы сельского поселения установлены Законом Калужской области от 28 декабря 2004 года № 7-ОЗ «Об установлении границ муниципальных образований, расположенных на территории административно-территориальных единиц "Бабынинский район", "Боровский район", "Дзержинский район", "Жиздринский район", "Жуковский район", "Износковский район", "Козельский район", "Малоярославецкий район", "Мосальский район", "Ферзиковский район", "Хвастовичский район", "Город Калуга", "Город Обнинск", и наделении их статусом городского поселения, сельского поселения, городского округа, муниципального района»

## Население
| 2010 | 2012 | 2013 | 2014 | 2015 | 2016 | 2017 |
| ---- | ---- | ---- | ---- | ---- | ---- | ---- |
| 337  | ↘319 | ↘295 | ↗296 | ↘271 | ↘255 | ↘250 |
| 2018 | 2019 | 2020 | 2021 |      |      |      |
| ↗252 | ↘251 | ↗310 | ↘235 |      |      |      |

## Состав сельского поселения
| № | Населённый пункт | Тип населённого пункта          | Население |
| - | ---------------- | ------------------------------- | --------- |
| 1 | Барсуки          | деревня, административный центр | ↘269      |
| 2 | Беляйково        | деревня                         | ↘1        |
| 3 | Бойково          | деревня                         | ↘0        |
| 4 | Екимково         | деревня                         | ↘60       |
| 5 | Мишнево          | деревня                         | ↘1        |
| 6 | Слобода          | деревня                         | →4        |
| 7 | Шестаково        | деревня                         | ↘2        |
| 8 | Юдино            | деревня                         | →0        |